# Heinz Angstwurm
Heinz Angstwurm (* 29. Januar 1936 in München) ist ein deutscher Neurologe und Hochschullehrer. Er ist ein Gutachter zu den Themen Hirntod und Organtransplantation.

## Leben
Angstwurm studierte Humanmedizin an der Ludwig-Maximilians-Universität München (LMU) und absolvierte die Weiterbildung zum Facharzt für Neurologie und Psychiatrie. 1988 wurde er zum Professor für Neurologie an die LMU München berufen.
Heinz Angstwurm wirkte in einigen Gremien, Veranstaltungen und Schriften zum Thema Hirntod mit, etwa am Symposium der Päpstlichen Akademie der Wissenschaften zum Hirntod im Jahr 1989, an der Kommission des Wissenschaftlichen Beirats der Bundesärztekammer zu Kriterien des Hirntods und an der 1990 veröffentlichten Erklärung Organtransplantationen der Deutschen Bischofskonferenz und des Rats der Evangelischen Kirche in Deutschland.

## Auszeichnungen
2003 erhielt er das Bundesverdienstkreuz am Bande. Die Deutsche Gesellschaft für Anästhesiologie und Intensivmedizin  verlieh Angstwurm im Jahr 2005 die Franz-Kuhn-Medaille. Im Jahr 2011 erhielt er die Paracelsus-Medaille, die höchste Auszeichnung der deutschen Ärzteschaft.